# The Chronological Classics: Louis Armstrong and His Orchestra 1934-1936
| Recensione | Giudizio |
| ---------- | -------- |
| AllMusic   | [ 1 ]    |

The Chronological Classics: Louis Armstrong and His Orchestra 1934-1936 è una Compilation del trombettista jazz statunitense Louis Armstrong, pubblicato dall'etichetta discografica francese Classics Records nel 1990.

## Tracce
1. St. Louis Blues – 2:38 (W. C. Handy) – Registrato nell'ottobre del 1934 a Parigi (Francia)
2. Tiger Rag – 3:04 (Nick La Rocca) – Registrato nell'ottobre del 1934 a Parigi (Francia)
3. Will You, Wont You Be My Baby? – 2:45 (Howdy Quicksell, John Nesbitt) – Registrato nell'ottobre del 1934 a Parigi (Francia)
4. On the Sunny Side of the Street (Parts I & II) – 5:57 (Dorothy Fields, Jimmy McHugh) – Registrato nell'ottobre del 1934 a Parigi (Francia)
5. St. Louis Blues – 3:02 (W. C. Handy) – Registrato nell'ottobre del 1934 a Parigi (Francia)
6. Song of the Vipers – 2:51 (Louis Armstrong) – Registrato nell'ottobre del 1934 a Parigi (Francia)
7. I'm in the Mood for Love – 3:13 (Dorothy Fields, Jimmy McHugh) – Registrato il 3 ottobre 1935 a New York
8. You Are My Lucky Star – 3:00 (Arthur Freed, Nacio Herb Brown) – Registrato il 3 ottobre 1935 a New York
9. La cucaracha – 2:42 (Pubblico dominio; Testo in inglese di Stanley Adams) – Registrato il 3 ottobre 1935 a New York
10. Got a Bran' New Suit – 2:52 (Arthur Schwartz, Howard Dietz) – Registrato il 3 ottobre 1935 a New York
11. I've Got My Fingers Crossed – 2:30 (Ted Koehler, Jimmy McHugh) – Registrato il 21 novembre 1935 a New York
12. Ol' Man Mose – 2:31 (Louis Armstrong, Zilner Randolph) – Registrato il 21 novembre 1935 a New York
13. I'm Shooting High – 2:54 (Ted Koehler, Jimmy McHugh) – Registrato il 21 novembre 1935 a New York
14. (Was I to Blame For) Falling in Love with You – 3:10 (Victor Young, Gus Kahn, Charles Neuman) – Registrato il 21 novembre 1935 a New York
15. Red Sails in the Sunset – 3:01 (Jimmy Kennedy, Hugh Williams (Wilhelm Grosz)) – Registrato il 13 dicembre 1935 a New York
16. On Treasure Island – 3:04 (Edgar Leslie, Joe Burke) – Registrato il 13 dicembre 1935 a New York
17. Thanks a Million – 2:37 (Gus Kahn, Arthur Johnston) – Registrato il 19 dicembre 1935 a New York
18. Shoe Shine Boy – 2:58 (Sammy Cahn, Saul Chaplin) – Registrato il 19 dicembre 1935 a New York
19. Solitude – 2:58 (Irving Mills, Eddie DeLange, Duke Ellington) – Registrato il 19 dicembre 1935 a New York
20. I Hope Gabriel Likes My Music – 3:15 (Dave Franklin) – Registrato il 19 dicembre 1935 a New York
21. The Music Goes 'Round and Around – 3:17 (Red Hodgson, Mike Riley, Edward Farley) – Registrato il 18 gennaio 1936 a New York
22. Rhythm Saved the World – 2:56 (Saul Chaplin, Sammy Cahn) – Registrato il 18 gennaio 1936 a New York
23. I'm Putting All My Eggs on One Basket – 2:58 (Irving Berlin) – Registrato il 4 febbraio 1936 a New York

## Musicisti
St. Louis Blues / Tiger Rag / Will You, Wont You Be My Baby? / On the Sunny Side of the Street (Parts I & II) / St. Louis Blues / Song of the Vipers

(Louis Armstrong and His Orchestra)
- Louis Armstrong - tromba, voce
- Jack Hamilton - tromba
- Leslie Thompson - tromba
- Lionel Guimaraes - trombone
- Pete Duconge - clarinetto, sassofono alto
- Henry Tyree - sassofono alto
- Alfred Pratt - sassofono tenore
- Herman Chittison - pianoforte
- Maceo Jefferson - chitarra
- German Arago - contrabbasso
- Oliver Tines - batteria

I'm in the Mood for Love / You Are My Lucky Star / La cucaracha / Got a Bran' New Suit
I've Got My Fingers Crossed / Ol' Man Mose / I'm Shooting High / Falling in Love with You
Red Sails in the Sunset / On Treasure Island
Thanks a Million / Shoe Shine Boy / Solitude / I Hope Gabriel Likes My Music
The Music Goes 'Round and Around / Rhythm Saved the World
- Louis Armstrong - tromba, voce
- Leonard Davis - tromba
- Gus Aiken - tromba
- Louis Bacon - tromba
- Harry White - trombone
- Jimmy Archey - trombone
- Henry Jones - sassofono alto
- Charlie Holmes - sassofono alto
- Bingie Madison - clarinetto, sassofono tenore
- Greely Walton - sassofono tenore
- Luis Russell - pianoforte
- Lee Blair - chitarra
- Pops Foster - contrabbasso
- Paul Barbarin - batteria, vibrafono

I'm Putting All My Eggs on One Basket

(Louis Armstrong and His Orchestra)
- Louis Armstrong - tromba, voce
- Bunny Berigan - tromba
- Bob Mayhew - tromba
- Al Philburn - trombone
- Sid Trucker - clarinetto, sassofono baritono
- Phil Waltzer - sassofono alto
- Paul Ricci - sassofono tenore
- Fulton McGrath - pianoforte
- Dave Barbour - chitarra
- Pete Peterson - contrabbasso
- Stan King - batteria[2]